# Tomaspis semiflava
Tomaspis semiflava is een halfvleugelig insect uit de familie schuimcicaden (Cercopidae). De wetenschappelijke naam van deze soort is voor het eerst geldig gepubliceerd in 1854 door Stål.